# Кун Кастельс
Кун Кастельс (нід. Koen Casteels, нар. 25 червня 1992, Бонгейден) — бельгійський футболіст, воротар німецького клубу «Вольфсбург».

## Клубна кар'єра
Народився 25 червня 1992 року в місті Бонгейден. Вихованець футбольної школи клубу «Генк». Він був переведений в першу команду клубу в липні 2009 року, але так за неї і не дебютував. 
Влітку 2011 року він переїхав до Німеччини у «Гоффенгайм 1899» і підписав з ним чотирирічний контракт.  У сезоні 2011/12 він був воротарем другої команди (U-23) в четвертому дивізіоні, а наступного сезону 23 вересня 2012 року дебютував на дорослому рівні в матчі проти «Ганновера 96» (3:1). Молодий бельгієць зумів зайняти місце основного воротаря, витіснивши досвідченого Тіма Візе. Втім наприкінці січня 2013 року клуб орендував бразильця Еурелью Гомеса, який став основним воротарем у другій половині сезону. Коли Гомес отримав трау у 28 турі і не зміг грати до кінця сезону, Кастельс знову став основним воротарем. Загалом у свій дебютний сезон він зіграв 16 матчів у Бундеслізі.
У новому сезоні Кастельс також розпочав основним воротарем, зігравши у 23 матчах чемпіонату, але 6 квітня 2014 року під час матчу Бундесліги проти «Герти» Кастельс зазнав перелом гомілки і переніс операцію в той же день. За час відновлення бельгійця клуб придбав нового воротаря Олівера Бауманна, який міцно зайняв місце в основній команді, через що після повернення Кастельс за клуб більше не зіграв.
В січні 2015 року Кун підписав контракт до червня 2018 року з «Вольфсбургом» і відразу був відданий в оренду до кінця сезону 2014/15 в «Вердер». Там він був дублером Рафаеля Вольфа, втім зіграв у шести останніх матчах сезону. Після закінчення сезону Кастельс повернувся до «Вольфсбурга». 1 серпня 2015 року через травму основного воротаря Дієго Бенальйо дебютував за команду у матчі на Суперкубок Німеччини, в якому відбивши післяматчевий пенальті від Хабі Алонсо приніс своїй команді перемогу і здобув свій перший титул у кар'єрі. Після цього він грав у трьох матчах Бундесліги, поки Бенальйо не відновився. У сезоні 2016/17 Кастельс виборов собі місце в основі, а після того як влітку 2017 року Бенальйо покинув клуб, Кастельс підписав з клубом нову трирічну угоду і став одноосібним першим номером, зігравши у всіх 34 матчах Бундесліги сезону 2017/18. Станом на 18 червня 2018 року відіграв за «вовків» 67 матчів в національному чемпіонаті.

## Виступи за збірні
2007 року дебютував у складі юнацької збірної Бельгії до 15 років і в подальшому грав за всі вікові збірні. За збірною до 19 років був учасником юнацького чемпіонату Європи 2011 року, де вже у першому матчі групового етапу проти Іспанії (1:4) на 13 хвилині заробив вилучення і пенальті у власні ворота. Замість Куна у ворота став Томас Камінскі, який зіграв і у обох наступних матчах збірної. Загалом Кастельс взяв участь у 28 іграх на юнацькому рівні.
Протягом 2011—2013 років залучався до складу молодіжної збірної Бельгії. На молодіжному рівні зіграв у 9 офіційних матчах.
До складу національної збірної Бельгії вперше був викликаний в 2013 році. Наступного року Кастельс мав бути частиною бельгійської команди на чемпіонаті світу 2014 року, але не зміг поїхати через травму і його замінив Сільвіо Прото, що також потім отримав травму і в підсумку на турнір відправився Саммі Боссу. Втім вже на наступний чемпіонат світу 2018 року у Росії Кастельс таки зумів поїхати у статусі дублера зіркового Тібо Куртуа, через якого до того моменту так і не дебютував за збірну.

## Статистика виступів

### Статистика клубних виступів
| Сезон                       | Команда                     | Чемпіонат                   | Чемпіонат | Чемпіонат | Національний кубок | Національний кубок | Національний кубок | Континентальні кубки | Континентальні кубки | Континентальні кубки | Інші змагання | Інші змагання | Інші змагання | Усього | Усього |
| Сезон                       | Команда                     | Ліга                        | Ігор      | Голів     | Ліга               | Ігор               | Голів              | Ліга                 | Ігор                 | Голів                | Ліга          | Ігор          | Голів         | Ігор   | Голів  |
| --------------------------- | --------------------------- | --------------------------- | --------- | --------- | ------------------ | ------------------ | ------------------ | -------------------- | -------------------- | -------------------- | ------------- | ------------- | ------------- | ------ | ------ |
| 2011–12                     | «Гоффенгайм 1899»           | -                           | -         | -         | -                  | -                  | -                  | -                    | -                    | -                    | -             | -             | -             | -      | -      |
| 2012–13                     | «Гоффенгайм 1899»           | БЛ                          | 16+2      | -33-2     | -                  | -                  | -                  | -                    | -                    | -                    | -             | -             | -             | 16+2   | -33-2  |
| 2013–14                     | «Гоффенгайм 1899»           | БЛ                          | 23        | -53       | КН                 | 2                  | -3                 | -                    | -                    | -                    | -             | -             | -             | 25     | -56    |
| Усього за «Гоффенгайм 1899» | Усього за «Гоффенгайм 1899» | Усього за «Гоффенгайм 1899» | 39+2      | -86-2     |                    | 2                  | -3                 |                      |                      |                      |               |               |               | 41+2   | -89-2  |
| 2014–15                     | «Вердер»                    | БЛ                          | 6         | -8        | КН                 | 1                  | -3                 | -                    | -                    | -                    | -             | -             | -             | 7      | -11    |
| 2015–16                     | «Вольфсбург»                | БЛ                          | 11        | -9        | КН                 | 1                  | -1                 | ЛЧ                   | 2                    | -2                   | СН            | 1             | -1            | 15     | -13    |
| Усього за кар'єру           | Усього за кар'єру           | Усього за кар'єру           | 56+2      | -103-2    |                    | 4                  | -7                 |                      | 2                    | -2                   |               | 1             | -1            | 63+2   | -113-2 |

## Титули і досягнення
- Володар Суперкубка Німеччини: 2015
- Бронзовий призер чемпіонату світу: 2018